# ضدپیامد مادی

نمودار ون برای

ضدپیامد مادی (به انگلیسی: Material nonimplication) یا اختلال (به انگلیسی: abjunction) نقیض پیامد مادی می‌باشد. یعنی برای هر دو گزاره {\displaystyle P} و {\displaystyle Q}، ضدپیامد مادی از {\displaystyle P} به {\displaystyle Q} درست است اگر و تنها اگر نقیض پیامد مادی از {\displaystyle P} به {\displaystyle Q} درست باشد. این موضوع به صورت طبیعی تر به این صورت بیان می شود که: ضدپیامد مادی از {\displaystyle P} به {\displaystyle Q} درست است، اگر {\displaystyle P} درست باشد و {\displaystyle Q} نادرست باشد.
این موضوع می‌تواند با استفاده از نمادهای منطقی به صورت {\displaystyle P\nrightarrow Q}، {\displaystyle P\not \supset Q} یا «Lpq» (در نماد بوخنسکی) نوشته شود، و به صورت منطقی با {\displaystyle \neg (P\rightarrow Q)} و {\displaystyle P\land \neg Q} معادل است.

## تعریف

### جدول درستی
| {\displaystyle P} | {\displaystyle Q} | {\displaystyle P\nrightarrow Q} |
| T                 | T                 | F                               |
| T                 | F                 | T                               |
| F                 | T                 | F                               |
| F                 | F                 | F                               |

### هم‌ارزهای منطقی
ضدپیامد مادی می‌تواند به صورت نقیص پیامد مادی تعریف شود.
| {\displaystyle P\nrightarrow Q} | {\displaystyle \Leftrightarrow } | {\displaystyle \neg (P\rightarrow Q)} |
|                                 | {\displaystyle \Leftrightarrow } | {\displaystyle \neg }                 |

در منطق کلاسیک، هم‌ارز نقیض فصل منطقی {\displaystyle \neg P} و {\displaystyle Q} است و بنابراین عطف منطقی {\displaystyle P} و {\displaystyle \neg Q} می باشد.
| {\displaystyle P\nrightarrow Q} | {\displaystyle \Leftrightarrow } | {\displaystyle \neg (} | {\displaystyle \neg P} | {\displaystyle \lor } | {\displaystyle Q)} | {\displaystyle \Leftrightarrow } | {\displaystyle P} | {\displaystyle \land } | {\displaystyle \neg Q} |
|                                 | {\displaystyle \Leftrightarrow } | {\displaystyle \neg (} |                        | {\displaystyle \lor } | {\displaystyle )}  | {\displaystyle \Leftrightarrow } |                   | {\displaystyle \land } |                        |

## ویژگی‌ها
نگهداری-دروغ: تفسیری که تحت آن به همه متغیرها یک ارزش منطقی «نادرست» داده شده است، تولید کننده یک ارزش منطقی «نادرست» به عنوان نتیجه ضدپیامد مادی است.

## نماد
نماد ضدپیامد مادی به صورت ساده یک نماد پیامد مادی قلمزده (حذف از طریق قطع) است. نماد یونی‌کد آن 219B16 است (معادل 8603 ده دهی).

## در زبان طبیعی

### گرامری
«p منهای q.»
«p بدون q.»

### بلاغت
«p اما نه q.»

## علوم رایانه
عملیات بیتی: {\displaystyle A\And (\sim B)}
عملیات منطقی: {\displaystyle A\And \And (!B)}